# Listă cu primari trecuți la PNL în legislatura 2004-2008
Aceasta este o listă cu primari aleși în 2004, care pe parcursul mandatului au trecut la Partidul Național Liberal. Lista este incompletă și se bazează în principal pe datele privitoare la primarii aleși la alegerile locale din 2008 în județele din Transilvania și Banat.  
- Radu Căpâlnașiu (PD), Zalău
- Mircea Crainic (PSD), Nojorid, Bihor
- Ionel Fărcaș (PSD), Apahida, Cluj
- Victor Filip (PSD), Derna, Bihor
- Sorin Groza (independent), Boianu Mare, Bihor
- Gheorghe Huple (PUR), Ciumeghiu, Bihor
- Teodor Matica (PSD), Avram Iancu, Bihor
- Ioan Petruț (PRM), Brusturi, Bihor
- Romeo Stavarache (PUR), Bacău